# Rigole de la plaine
La rigole de la plaine, dite également rigole du canal du Midi, est un canal d'alimentation en eau du canal du Midi, dans le Sud de la France.

## Géographie
La rigole de la plaine débute au lieu-dit « Pont-Crouzet » dans la montagne Noire sur la commune de Sorèze où elle capte une partie des eaux du Sor, lui-même autrefois alimenté en amont par les eaux de la rigole de la montagne.
Avec la construction de la percée des Cammazes à la fin du XVIIe siècle par Vauban et, dans les années 1950, du barrage des Cammazes, ce fonctionnement est aujourd'hui modifié. Les eaux de la rigole de la montagne s'écoulent vers le bassin de Saint-Ferréol qui par son émissaire, le Laudot, alimente la rigole de la plaine. Le Laudot et la rigole de la plaine se croisent au lieu-dit « Les Thoumazès » sur la commune de Saint-Félix-Lauragais. En fonction de l'ouverture des vannes de l'épanchoir, l'eau est dirigée vers la rigole en direction du canal ou vers le cours aval du Laudot.
Après un parcours très sinueux au plus près de la ligne de partage des eaux, d'abord côté Atlantique, puis côté Méditerranée — la ligne de partage est franchie au lieu-dit « Graissens » non loin du lac de Lenclas —, la rigole de la plaine débouche sur le canal du Midi au seuil de Naurouze, alimentant ainsi le bief de partage du canal. C'est la seule source d'alimentation du canal du Midi entre Carcassonne et Toulouse, soit 109 km de linéaire et 3,65 millions de m3 d'eau retenus dans les biefs.
La rigole de la plaine est longue de 38 km de Pont-Crouzet au seuil de Naurouze. Elle est en partie aménagée avec une voie verte, du lac de Lenclas (Saint-Félix-Lauragais) à Revel.
Le pont-canal de Besombes permet à la rigole de la plaine de croiser la ligne ferroviaire de Castelnaudary à Revel.
La rigole est classée au titre des sites naturels depuis 2001 et, comme partie du canal du Midi, au patrimoine mondial depuis 1996.

## Départements et communes traversées
- Tarn : Sorèze
- Haute-Garonne : Revel - Saint-Félix-Lauragais
- Aude : Les Cassés, Saint-Paulet, Soupex, Montmaur, Airoux, Labastide-d'Anjou, Montferrand

## Galerie

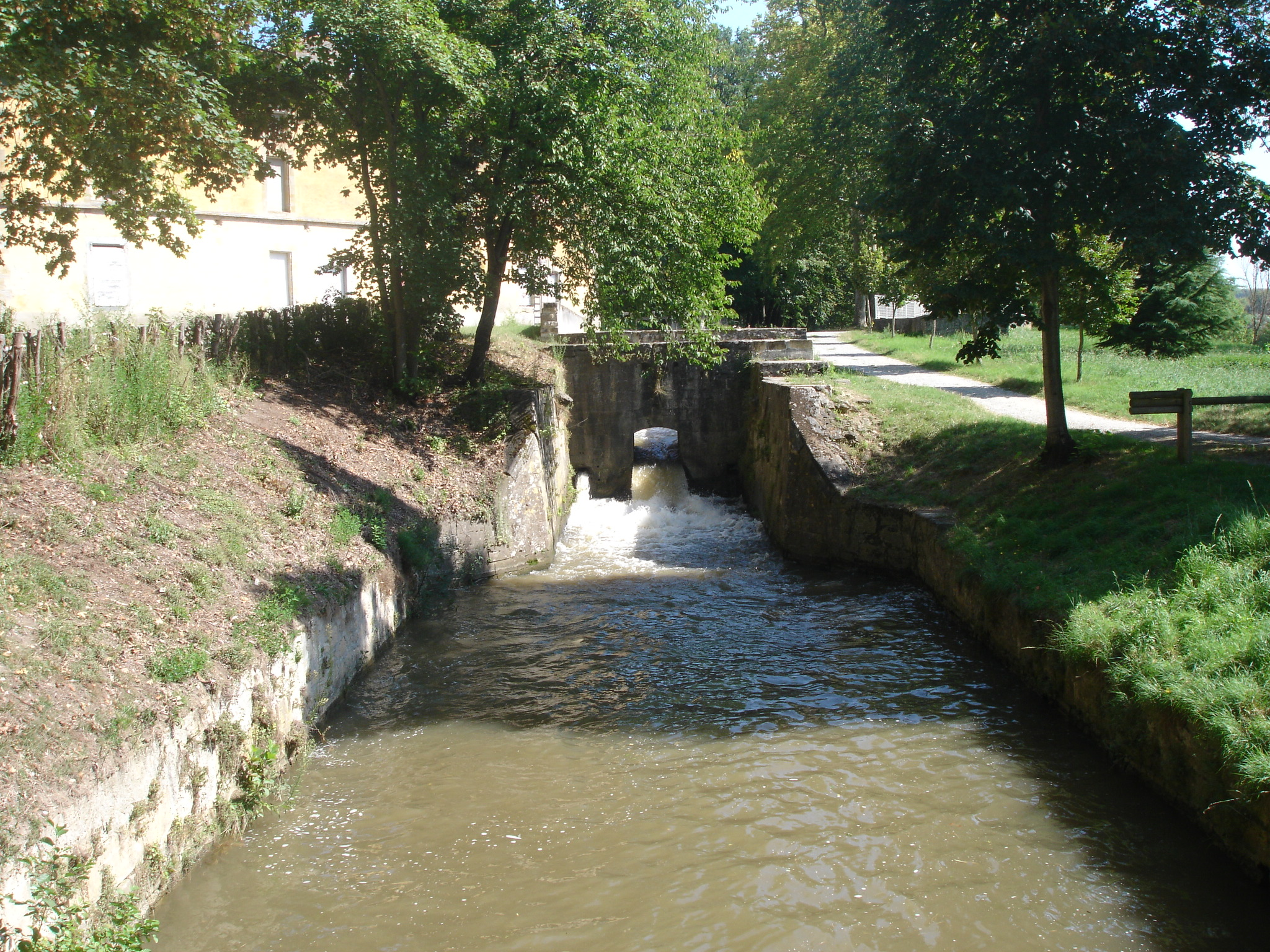
Arrivée de la rigole de la Plaine dans le bassin de Naurouze, source principale d'eau du canal du Midi.
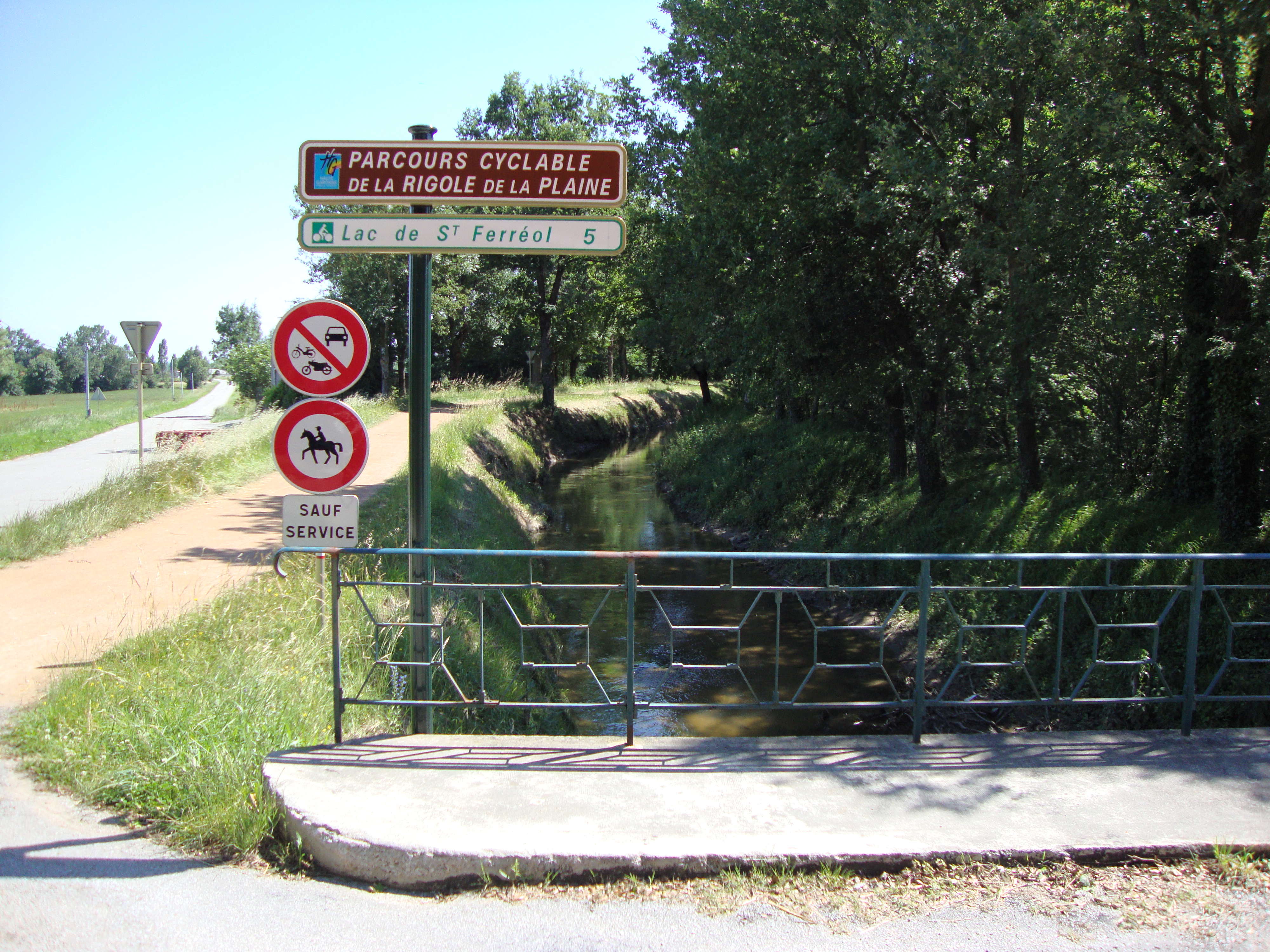
La rigole de la Plaine avec sa piste cyclable.
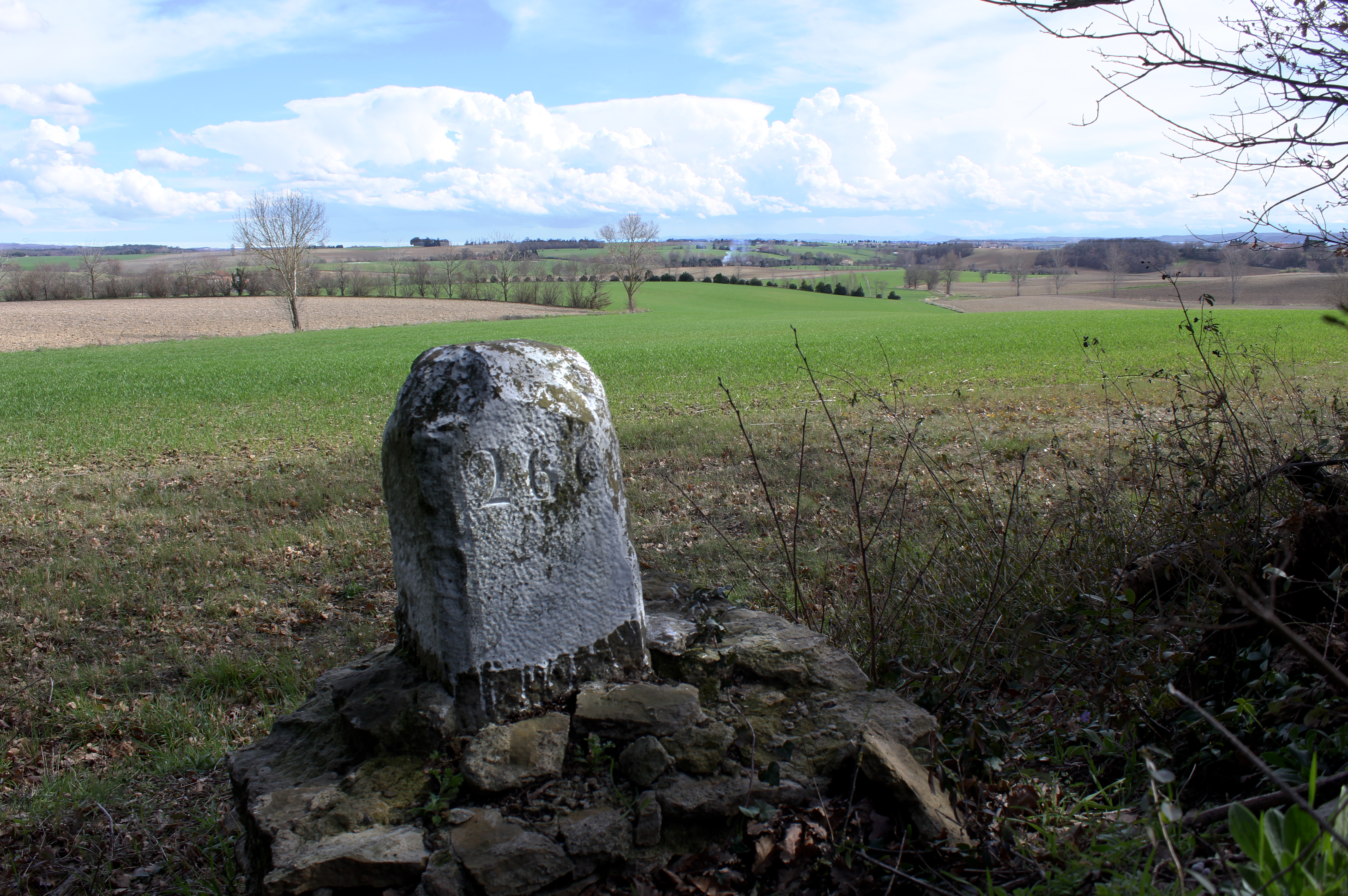
Borne du canal du Midi, rigole de la plaine.